# Jerome Powell
Jerome Hayden Powell (* 4. února 1953 Washington, D.C.) je americký právník a od února 2018 předseda Rady guvernérů Federálního rezervního systému (Fed), v němž slouží od roku 2012.

## Mládí a studium
Jerome Hayden Powell je synem Patricie Hayden a Jerome Powella, který pracoval jako právník v soukromé kanceláři. Jeho dědeček z matčiny strany byl profesor a děkan právnické fakulty na Americké katolické univerzitě.
V roce 1971 dokončil studium na jezuitském gymnáziu (tzv. přípravné škole) Georgetown Preparatory School. Posléze studoval politologii na Princetonské univerzitě, kde v roce 1975 získal titul bakaláře s diplomovou prací na téma „South Africa: Forces for Change“. Právní vědu vystudoval na Georgetownské univerzitě, kde získal doktorský titul.

## Profesní dráha
Po dokončení univerzitního studia působil v letech 1984–1990 u investiční banky Dillon, Read & Co. Mezi roky 1990–1993, tedy za vlády prezidenta George H. W. Bushe, byl vedoucím oddělení (Undersecretary) pro státní obligace na ministerstvu financí. V letech 1997–2005 pak pracoval u fondu soukromého kapitálu Carlyle Group. Dne 2. listopadu 2017 jej nominoval prezident Donald Trump na post předsedy Federálního rezervního systému jako nástupce Janet Yellenové; Senátem USA byl potvrzen v lednu 2018 a funkce se ujal dne 5. února 2018.
Podle majetkového přiznání z poloviny roku 2017 byla hodnota Powellova jmění zhruba 20 až 55 milionů dolarů, podle výpočtu odborníků by však mohlo dosahovat výše až 112 milionů dolarů.
Po své druhé inauguraci začal americký prezident Donald Trump usilovat o Powellovo odvolání.